# Bjelkovac
Bjelkovac is een plaats in de gemeente Nova Bukovica in de Kroatische provincie Virovitica-Podravina. De plaats telt 57 inwoners (2001).